# 第15回全国大学サッカー選手権大会
第15回全国大学サッカー選手権大会は1966年12月24日から12月27日にかけて開催された全日本大学サッカー選手権大会である。早稲田大学が11年ぶり2回目の優勝を果たした。

## 概要
今大会より自由参加制を廃止し、地域代表制となる（出場回数はリセットされる）。
9地域の代表16校が参加した。
上位4チームには、第46回天皇杯全日本サッカー選手権大会の出場権が与えられた。

### 大会日程
- 1966年12月24日 - 1回戦
- 1966年12月25日 - 準々決勝
- 1966年12月26日 - 準決勝
- 1966年12月27日 - 決勝、三位決定戦

### 開催競技場
- 駒沢競技場（1回戦・準々決勝・準決勝・決勝）
- 三ツ沢球技場（1回戦・準々決勝）
- 駒沢第二球技場（1回戦）

## 出場大学
- 北海道教育大学岩見沢校（北海道代表[1]）
- 東北学院大学（東北代表[2]）
- 早稲田大学（関東第1代表[3]）
- 中央大学（関東第2代表[4]）
- 東京教育大学（関東第3代表[4]）
- 慶應義塾大学（関東第4代表[5]）
- 明治大学（関東第5代表[6]）
- 信州大学（北陸代表[7]）
- 愛知学院大学（東海第1代表[1]）
- 中京大学（東海第2代表[8]）
- 関西大学（関西第1代表[9]）
- 関西学院大学（関西第2代表）
- 大阪商業大学（関西第3代表[10]）
- 広島商科大学（中国代表[7]）
- 松山商科大学（四国代表[6]）
- 九州産業大学（九州代表[1]）

## 試合日程・結果

### 1回戦
| 1966年12月24日 |

| 早稲田大学                            | 3 - 0 | 広島商科大学 |
| 釜本 前30分 · 細谷 前33分 · 森 後25分 |       |              |

| 三ツ沢球技場 |

| 1966年12月24日 |

| 明治大学        | 5 - 0 | 松山商科大学 |
| 菊川3 , · 泉2 , |       |              |

| 三ツ沢球技場 |

| 1966年12月24日 |

| 東京教育大学 | 2 - 1 | 九州産業大学 |
|              |       |              |

| 三ツ沢球技場 |

| 1966年12月24日 |

| 関西大学 | 2 - 0 | 愛知学院大学 |
|          |       |              |

| 駒沢競技場 |

| 1966年12月24日 |

| 関西学院大学 | 1 - 0 | 中京大学 |
|              |       |          |

| 駒沢競技場 |

| 1966年12月24日 |

| 慶應義塾大学 | 3 - 0 | 東北学院大学 |
|              |       |              |

| 駒沢競技場 |

| 1966年12月24日 |

| 大阪商業大学 | 7 - 2 | 北海道教育大学岩見沢校 |
|              |       |                        |

| 駒沢第二球技場 |

| 1966年12月24日 |

| 中央大学 | 3 - 0 | 信州大学 |
|          |       |          |

| 駒沢第二球技場 |

### 準々決勝
| 1966年12月25日 |

| 早稲田大学                                | 4 - 3 | 明治大学                               |
| 得点者不明2 , · 田辺 後25分 · 細谷 後42分 |       | 得点者不明 · 福田 後21分 · 郡山 後44分 |

| 三ツ沢球技場 |

| 1966年12月25日 |

| 東京教育大学 | 3 - 0 | 関西大学 |
|              |       |          |

| 三ツ沢球技場 |

| 1966年12月25日 |

| 関西学院大学 | 3 - 1 | 慶應義塾大学 |
|              |       |              |

| 駒沢競技場 |

| 1966年12月25日 |

| 大阪商業大学 | 1 - 4 | 中央大学 |
|              |       |          |

| 駒沢競技場 |

### 準決勝
| 1966年12月26日 |

| 早稲田大学                                       | 4 - 1 | 東京教育大学 |
| 細谷 前2分 · 釜本 前43分 · 田辺 後29分 · 森 (PK) |       | 山田 後16分  |

| 駒沢競技場 |

| 1966年12月26日 |

| 関西学院大学 | 0 - 1 | 中央大学        |
|              |       | 椚 前3分 (pen.) |

| 駒沢競技場 |

### 三位決定戦
| 1966年12月27日 |

| 東京教育大学 | 3 - 0 延長 | 関西学院大学 |
|              |            |              |

| 駒沢競技場 |

### 決勝
| 1966年12月27日 |

| 早稲田大学                                            | 4 - 0 | 中央大学 |
| 釜本 前14分 · 中村 後22分 · 田辺 後40分 · 田辺 後42分 |       |          |

| 駒沢競技場 |

## 最終結果
| 第15回全国大学サッカー選手権大会 優勝チーム |
| ------------------------------------------- |
| 早稲田大学 9年ぶり2回目                     |

## 主な出場選手
- 湯口栄蔵（関西大学）
- 大仁邦彌（慶應義塾大学）
- 国枝強（中央大学）
- 水口洋次（中央大学）
- 大野毅（早稲田大学）
- 釜本邦茂（早稲田大学）
- 森孝慈（早稲田大学）
- 細谷一郎（早稲田大学）
- 菊川凱夫（明治大学）